# Ordre de la Plage Girón
 (juin 2024).
La mise en forme du texte ne suit pas les recommandations de Wikipédia : il faut le « wikifier ».
Les points d'amélioration suivants sont les cas les plus fréquents. Le détail des points à revoir est peut-être précisé sur la page de discussion.
- Les titres sont pré-formatés par le logiciel. Ils ne sont ni en capitales, ni en gras.
- Le texte ne doit pas être écrit en capitales (les noms de famille non plus), ni en gras, ni en italique, ni en « petit »…
- Le gras n'est utilisé que pour surligner le titre de l'article dans l'introduction, une seule fois.
- L'italique est rarement utilisé : mots en langue étrangère, titres d'œuvres, noms de bateaux, etc.
- Les citations ne sont pas en italique mais en corps de texte normal. Elles sont entourées par des guillemets français : « et ».
- Les listes à puces sont à éviter, des paragraphes rédigés étant largement préférés. Les tableaux sont à réserver à la présentation de données structurées (résultats, etc.).
- Les appels de note de bas de page (petits chiffres en exposant, introduits par l'outil «  Source ») sont à placer entre la fin de phrase et le point final[comme ça].
- Les liens internes (vers d'autres articles de Wikipédia) sont à choisir avec parcimonie. Créez des liens vers des articles approfondissant le sujet. Les termes génériques sans rapport avec le sujet sont à éviter, ainsi que les répétitions de liens vers un même terme.
- Les liens externes sont à placer uniquement dans une section « Liens externes », à la fin de l'article. Ces liens sont à choisir avec parcimonie suivant les règles définies. Si un lien sert de source à l'article, son insertion dans le texte est à faire par les notes de bas de page.
- La présentation des références doit suivre les conventions bibliographiques. Il est recommandé d'utiliser les modèles {{Ouvrage}}, {{Chapitre}}, {{Article}}, {{Lien web}} et/ou {{Bibliographie}}. Le mode d'édition visuel peut mettre en forme automatiquement les références.
- Insérer une infobox (cadre d'informations à droite) n'est pas obligatoire pour parachever la mise en page.

Pour une aide détaillée, merci de consulter Aide:Wikification.
Si vous pensez que ces points ont été résolus, vous pouvez retirer ce bandeau et améliorer la mise en forme d'un autre article.
L'ordre de la Plage Girón (espagnol : Orden de la Playa Girón) est une décoration nationale décernée par le Conseil d'État de Cuba aux Cubains ou étrangers pour leurs luttes contre l'impérialisme, le colonialisme et le néocolonialisme, ou qui ont contribué à la paix et au progrès de l'humanité. Elle a été créée en 1961 et son nom vient de la plage de Girón, lieu où a eu lieu la victoire cubaine lors de l'invasion de la baie des Cochons. Initialement, c'était la plus haute médaille de Cuba.

## Description

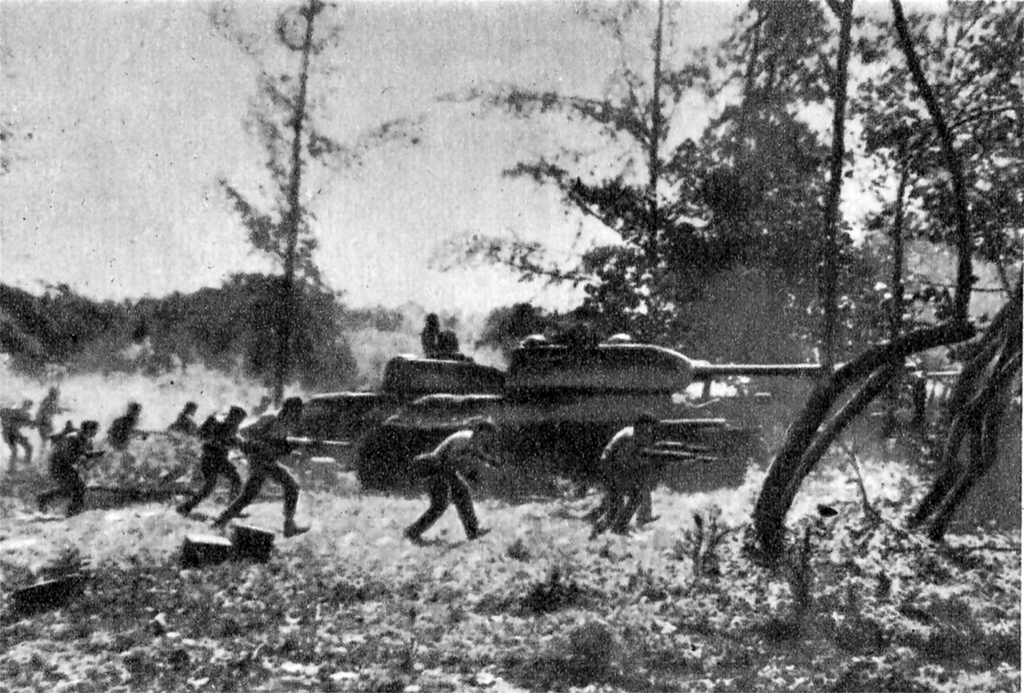
Contre-attaque des Forces armées révolutionnaires cubaines (FAR) appuyées par des chars T-34 près de Playa Girón lors de l'invasion de la baie des Cochons, le 19 avril 1961.

La ordre se présente sous la forme d'une médaille d'or avec une épingle et un ribbon. Le revers de la médaille représente un soldat en position de combat, un pied sur l'archipel cubain et l'autre sur le continent nord-américain. Les versions antérieures incluaient la devise cubaine « Patria o Muerte » (Patrie ou Mort), tandis que les versions ultérieures ont commencé à inclure les couleurs cubaines au-dessus, une guirlande en dessous et les mots « Orden Playa Girón » (ordre de la Plage Girón).
Le revers montre les armoiries de Cuba et les inscriptions « Consejo de Estado » et « República de Cuba ».

## Personnalités décorées
La première personne décorée fut le cosmonaute Youri Gagarine, qui s'est rendu à Cuba pour recevoir la distinction le 26 juillet 1961, jour de la rébellion nationale, des mains du président Osvaldo Dorticos, un peu plus de trois mois après être devenu le premier être humain dans l'espace,. À cette époque, l’ordre de la Plage Girón était la plus haute décoration cubaine.
Tous ceux qui reçoivent la médaille du héros de la république de Cuba reçoivent également l'Ordre de la Plage Girón. Les récipiendaires de la décoration comprennent des personnalités internationales telles que Léonid Brejnev, Yasser Arafat et Nelson Mandela, ainsi qu'un certain nombre d'autres cosmonautes, dont Valentina Terechkova, la première femme dans l'espace, ainsi que des chefs militaires soviétiques et des personnes qui ont combattu pour l'indépendance de leur pays, comme Samora Machel.

### Liste
1. Youri Gagarine, cosmonaute soviétique (26 juillet 1961)[7],[5].
2. Angela Davis, activiste politique américaine (1972).
3. Samora Machel, présidente du Mozambique (octobre 1973)[3].
4. Valentina Terechkova, cosmonaute soviétique (29 mars 1974).
5. Yasser Arafat, chef de l'OLP (novembre 1974)[3].
6. Léonid Brejnev, Secrétaire général du Parti communiste de l'Union soviétique (1976)[3].
7. Salim Rubai Ali, chef d'État de la république démocratique populaire du Yémen (1977)[8].
8. Rafael Cancelar Miranda, militant pour l'indépendance de Porto Rico (1979)[3].
9. Lolita Lebrón, militante pour l'indépendance de Porto Rico (1979)[3].
10. Irvin Flores, militant pour l'indépendance de Porto Rico (1979)[3].
11. Oscar Collazo, militant pour l'indépendance de Porto Rico (1979)[3].
12. Andrés Figueroa Cordero, militant pour l'indépendance de Porto Rico (1979, postérieurement)[3].
13. Iouri Romanenko, cosmonaute soviétique (1980)[9].
14. Arnaldo Tamayo Méndez, cosmonaute cubain (1980)[9].
15. Leonid Popov, cosmonaute soviétique (1980).
16. Vladimir Chatalov, cosmonaute soviétique (1980).
17. Nelson Mandela, Afrique du Sud, à l'époque prisonnier politique (1984)[10].
18. Álvaro Cunhal, chef du Parti communiste portugais[3],[11],[12]
19. Érich Honecker, chef d'État de l'Allemagne de l'Est[3].
20. Oliver Tambo, militant sud-africain anti-apartheid (24 mars 1986).
21. Sergueï Sokolov, commandant soviétique (1986).
22. Valeri Rioumine, cosmonaute soviétique.
23. Les cinq Cubains, agents du service de renseignement cubain : Gerardo Hernández, Ramón Labañino, Antonio Guerrero et René González et Fernando González. Ils ont été nommés en 2001 et ont reçu la dédicace à leur libération de prison en 2015[13].
24. Enrique Carreras Rolas, soldat cubain (2001).
25. Lázaro Cardenas, président du Mexique.
26. Pedro Miret, soldat cubain (2001).
27. Julio Casas Regueiro, soldat cubain (avril 2001).
28. Viktor Koulikov, ex-commandant-en-chef du pacte de Varsovie (2006).
29. Romárico Sotomayor García, soldat cubain (2015)[14].